# The Chieftains
A The Chieftains 1963-ban alakult, többszörös Grammy-díjas, tradicionális népzenét játszó ír zenekar.
A Chieftains 44 év alatt 42 albumot adott ki, 18 Grammy jelölésből hat ízben azt el is nyerte. Nemzetközileg valószínűleg a kelta zene legfontosabb képviselői.
Nemegyszer a világ legjelentősebb előadóival is együtt muzsikálnak, például Marianne Faithfull-lal, Sinéad O’Connorral, Stinggel, Van Morrisonnal, Mark Knopflerrel, Tom Jones-szal, Mick Jaggerrel, Joni Mitchell-lel, Bonnie Raitt-tal, Natalie Merchant,-tal Loreena McKennitt-tel, Joan Osborne-nal, Luciano Pavarottival, stb., stb.

## Az együttes tagjai
Paddy Moloney, Seán Keane, Kevin Conneff, Matt Molloy

### Az együttes korábbi tagjai
Derek Bell, Martin Fay, Michael Tubridy, Seán Potts, Peadar Mercier, Ronnie McShane, David Fallon

## Diszkográfia
- The Chieftains 1 (1963)
- The Chieftains 2 (1969)
- The Chieftains 3 (1971)
- The Chieftains 4 (1973)
- The Chieftains 5 (1975)
- The Chieftains 6: Bonaparte's Retreat (1976)
- The Chieftains 7 (1977)
- The Chieftains Live! (1977)
- The Chieftains 8 (1978)
- The Chieftains 9: Boil the Breakfast Early (1979)
- The Chieftains 10: Cotton-Eyed Joe (1981)
- The Year of the French (1982)
- Concert Orchestra (1982)
- The Chieftains in China (1985)
- Ballad of the Irish Horse (1986)
- Celtic Wedding (1987)
- In Ireland (1987) ("James Galway and the Chieftains")
- Irish Heartbeat – With Van Morrison (1988)
- The Tailor Of Gloucester (1988)
- A Chieftains Celebration (1989)
- Over the Sea To Skye: The Celtic Connection – With James Galway (1990)
- The Bells of Dublin (1991)
- Another Country (1992)
- An Irish Evening (1992)
- The Celtic Harp: A Tribute To Edward Bunting (1993)
- The Long Black Veil (1995)
- Film Cuts (1996)
- Santiago (1996)
- Long Journey Home (1998)
- Fire in the Kitchen (1998)
- Tears of Stone (1999)
- Water From the Well (2000)
- The Wide World Over (2002)
- Down the Old Plank Road: The Nashville Sessions (2002)
- Further Down the Old Plank Road (2003)
- The Long Black Veil (2004 Mobile Fidelity Gold CD reissue)
- Live From Dublin: A Tribute To Derek Bell (2005)
- The Essential Chieftains (2006)

### The Long Black Veil
Az együttes gyakran szerepel együtt igen jelentős vendégekkel. Így például a The Long Black Veil albumnak (aminek címadó dala egy 1959-ben született country ballada) különlegessége az alábbi tracklistán szereplők részvétele.
1. Mo Ghile Mear (Our Hero) – Sting & Anúna kórus
2. Long Black Veil – Mick Jagger
3. Foggy Dew – Sinéad O’Connor & Ry Cooder
4. Have I Told You Lately – Van Morrison
5. Changing Your Demeanour
6. Lily of the West – Mark Knopfler
7. Coast of Malabar – Ry Cooder
8. Dunmore Lassies – Ry Cooder
9. Love Is Teasin' – Marianne Faithfull
10. She Moved Through the Fair – Sinéad O’Connor
11. Ferny Hill
12. Tennessee Waltz/Tennessee Mazurka – Tom Jones
13. Rocky Road to Dublin – The Rolling Stones

## Forrásások
- Hivatalos weblap Archiválva 2019. július 4-i dátummal a Wayback Machine-ben

- https://www.stevewinick.com/the-chieftains